# 孔戈洛
孔戈洛是剛果民主共和國的城鎮，由加丹加省負責管轄，位於該國東部盧阿拉巴河西岸，主要經濟活動有漁業、農業和貿易，鎮上有機場設施，2010年人口62,455。
05°24′S 27°00′E / 5.400°S 27.000°E